# Валькабрер
Валькабре́р (фр. Valcabrère, окс. Vathcrabèra) — коммуна во Франции, находится в регионе Юг — Пиренеи. Департамент — Верхняя Гаронна. Входит в состав кантона Барбазан. Округ коммуны — Сен-Годенс.
Код INSEE коммуны — 31564.

## География

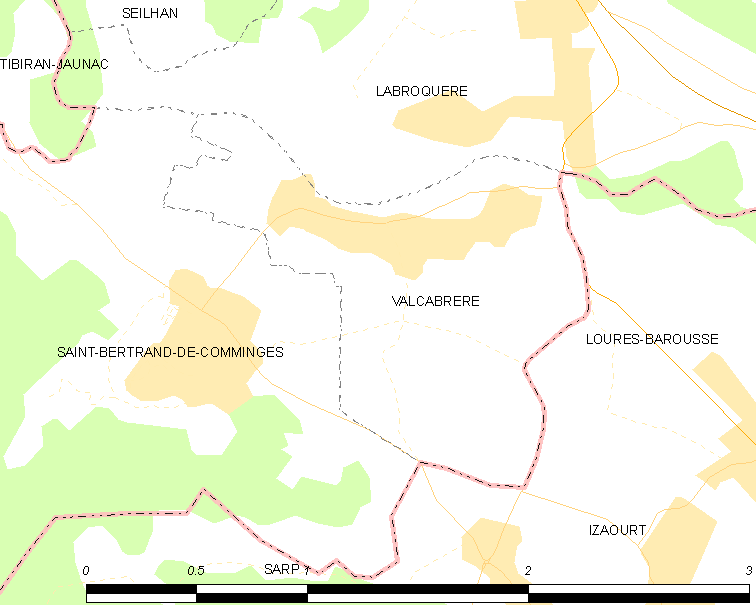
Карта коммуны

Коммуна расположена приблизительно в 670 км к югу от Парижа, в 95 км к юго-западу от Тулузы.
На севере коммуны протекает река Гаронна.

## Климат
Климат умеренно-океанический. Зима мягкая и снежная, весна характеризуется сильными дождями и грозами, лето сухое и жаркое, осень солнечная. Преобладают сильные юго-восточные и северо-западные ветры.

## Население
Население коммуны на 2010 год составляло 152 человека.
| 1962 | 1968 | 1975 | 1982 | 1990 | 1999 | 2010 |
| ---- | ---- | ---- | ---- | ---- | ---- | ---- |
| 129  | 105  | 95   | 120  | 130  | 139  | 152  |

## Экономика
В 2010 году среди 100 человек трудоспособного возраста (15—64 лет) 74 были экономически активными, 26 — неактивными (показатель активности — 74,0 %, в 1999 году было 74,1 %). Из 74 активных жителей работали 69 человек (32 мужчины и 37 женщин), безработных было 5 (0 мужчин и 5 женщин). Среди 26 неактивных 5 человек были учениками или студентами, 15 — пенсионерами, 6 были неактивными по другим причинам.

## Достопримечательности
- Средневековая церковь Св. Юстуса. Исторический памятник с 1840 года[4]
- Башня Castet Bert (XI век). Исторический памятник с 1997 года[5]
- Ворота кладбища (XIII век). Исторический памятник с 1926 года[6]
- Древнеримский военный лагерь Сен-Бертран-де-Комменж. Исторический памятник с 1996 года[7]

## Фотогалерея

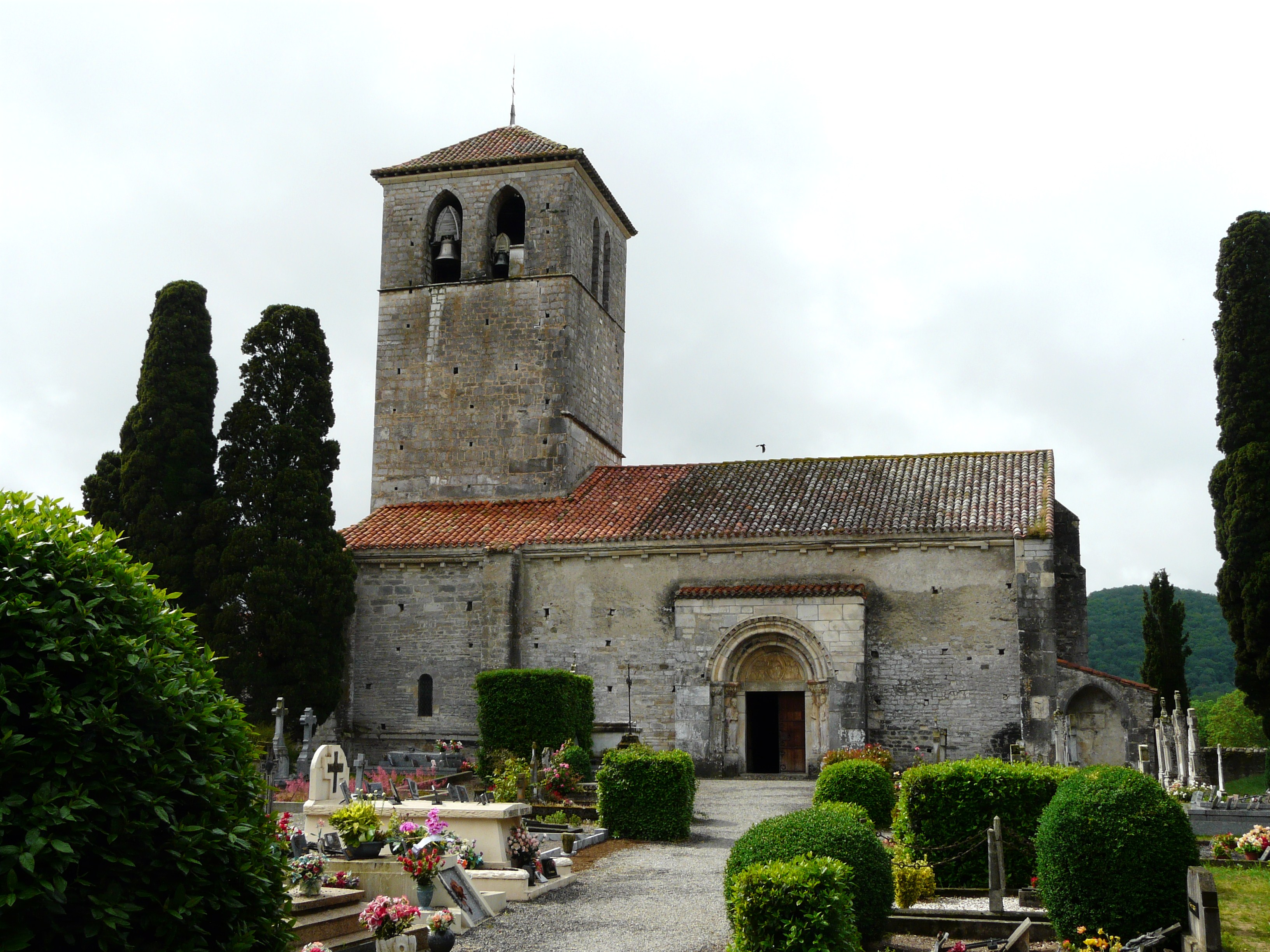
Церковь Св. Юстуса
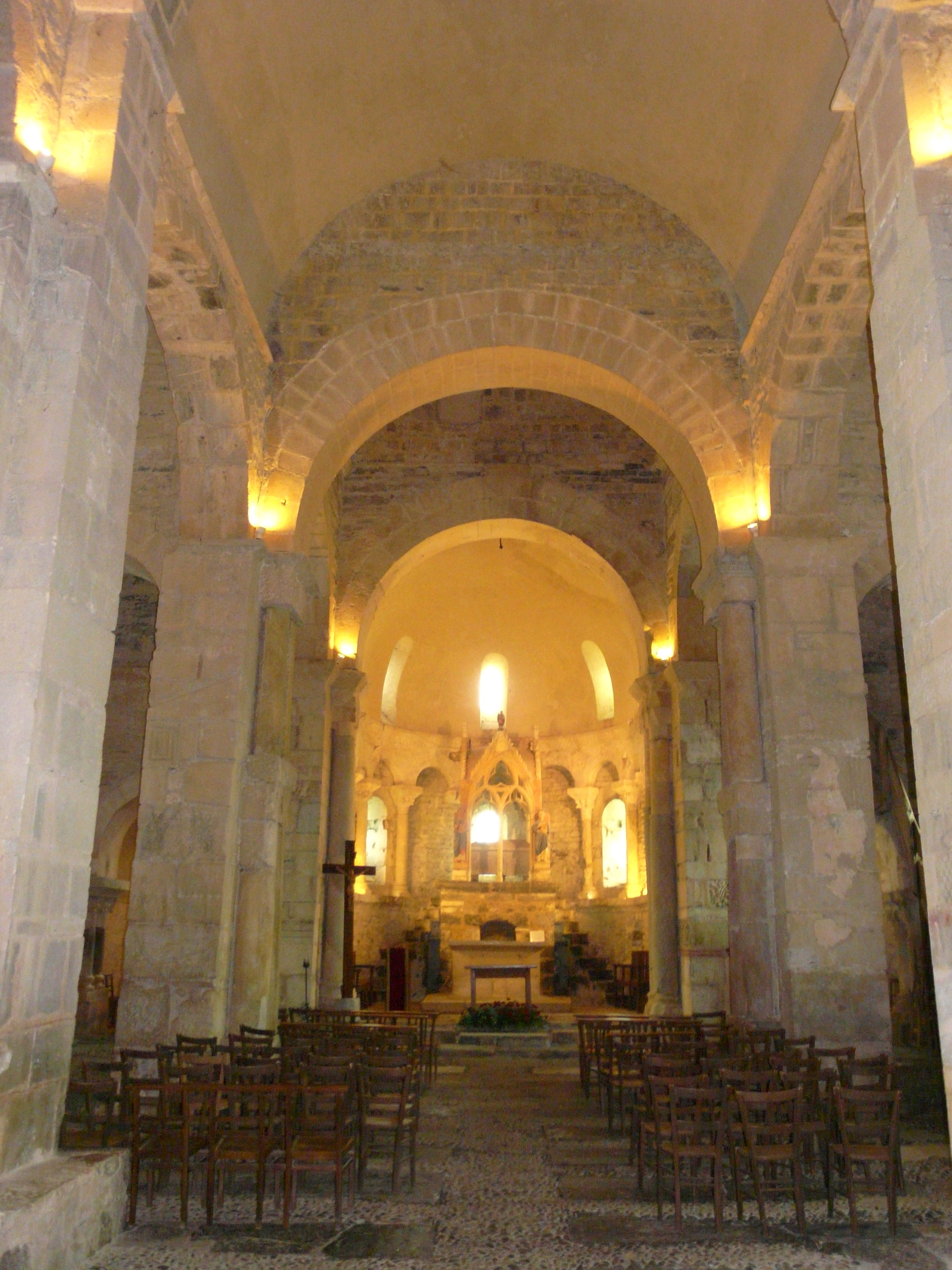
Интерьер церкви Св. Юстуса
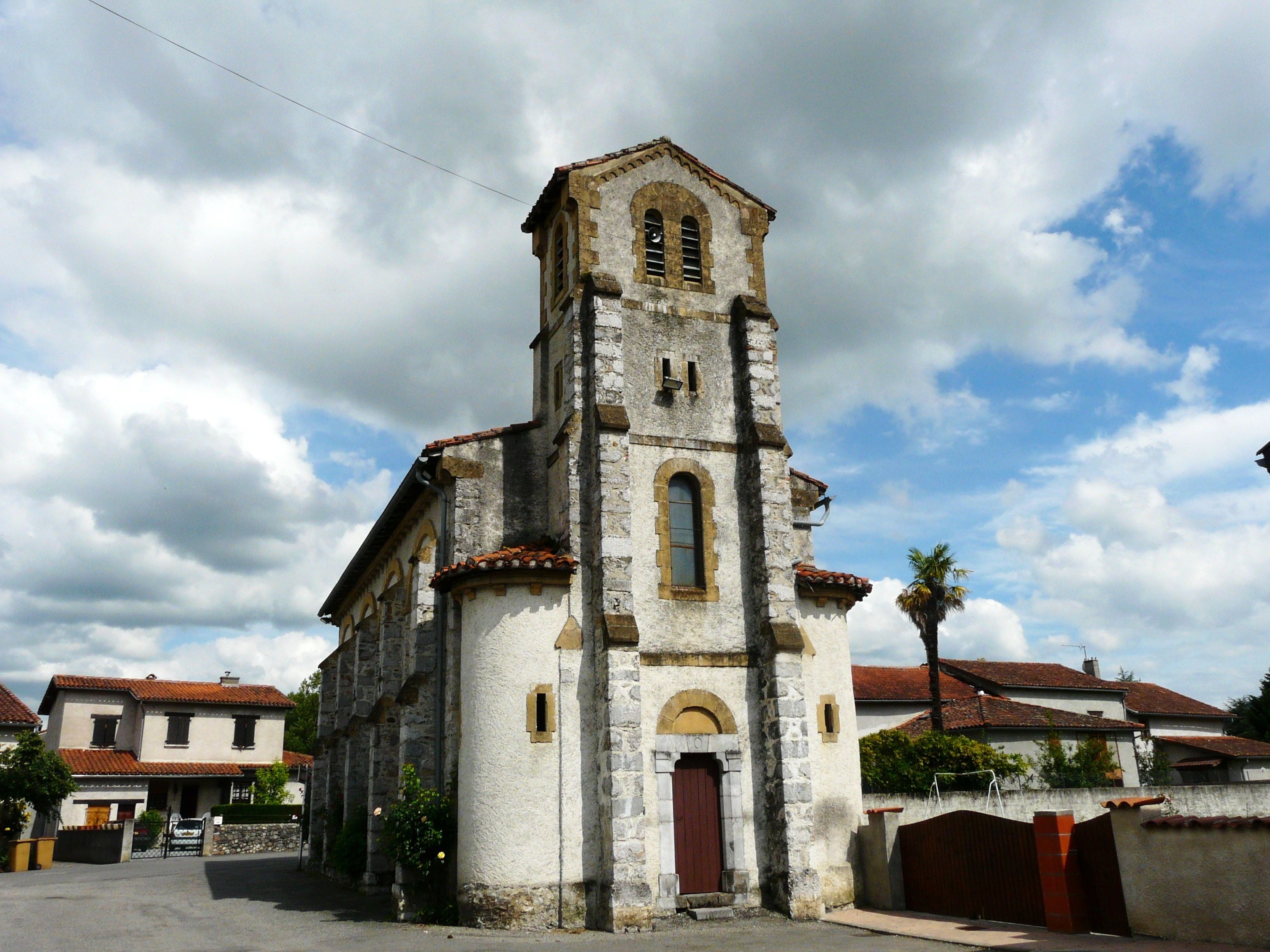
Часовня
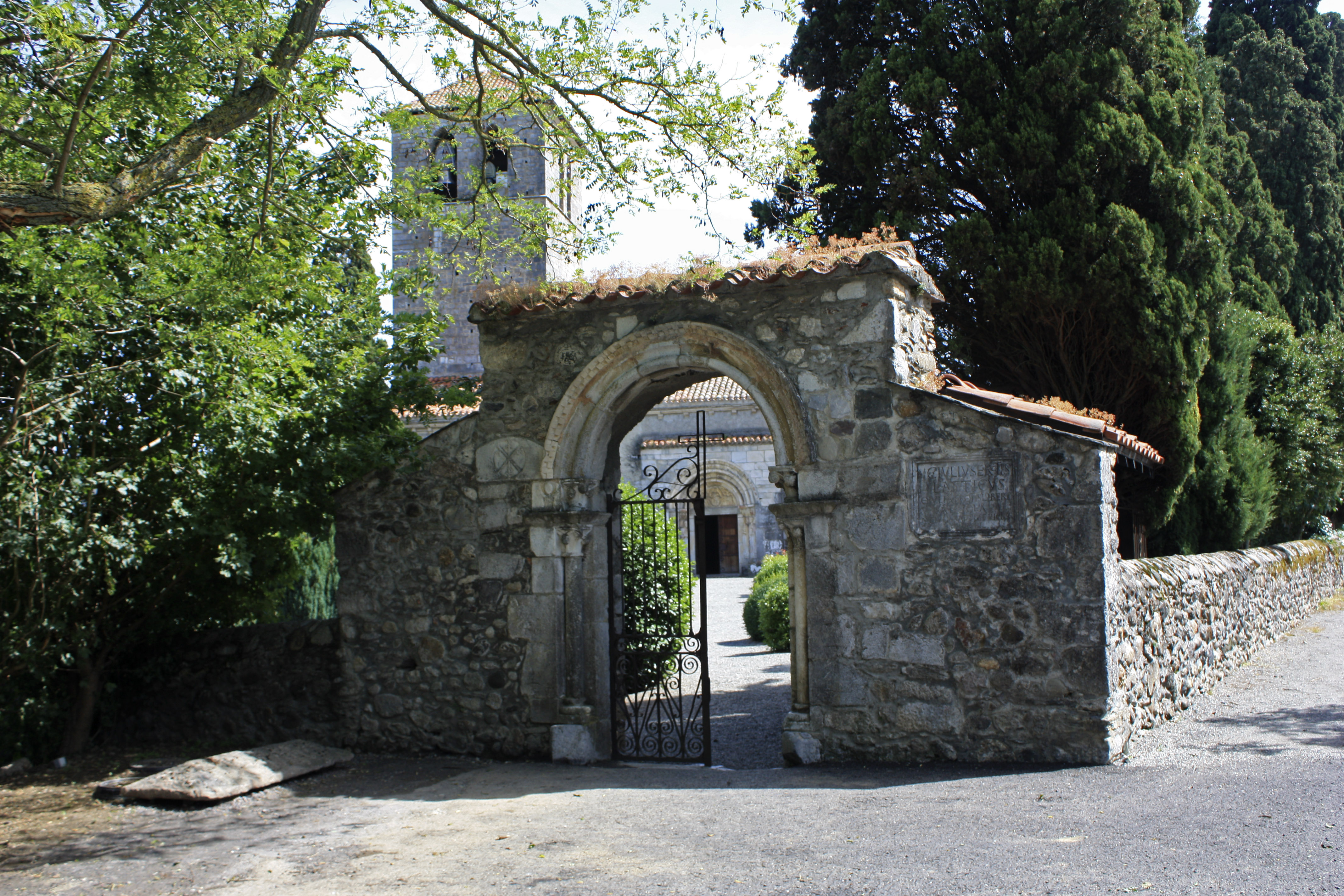
Ворота кладбища
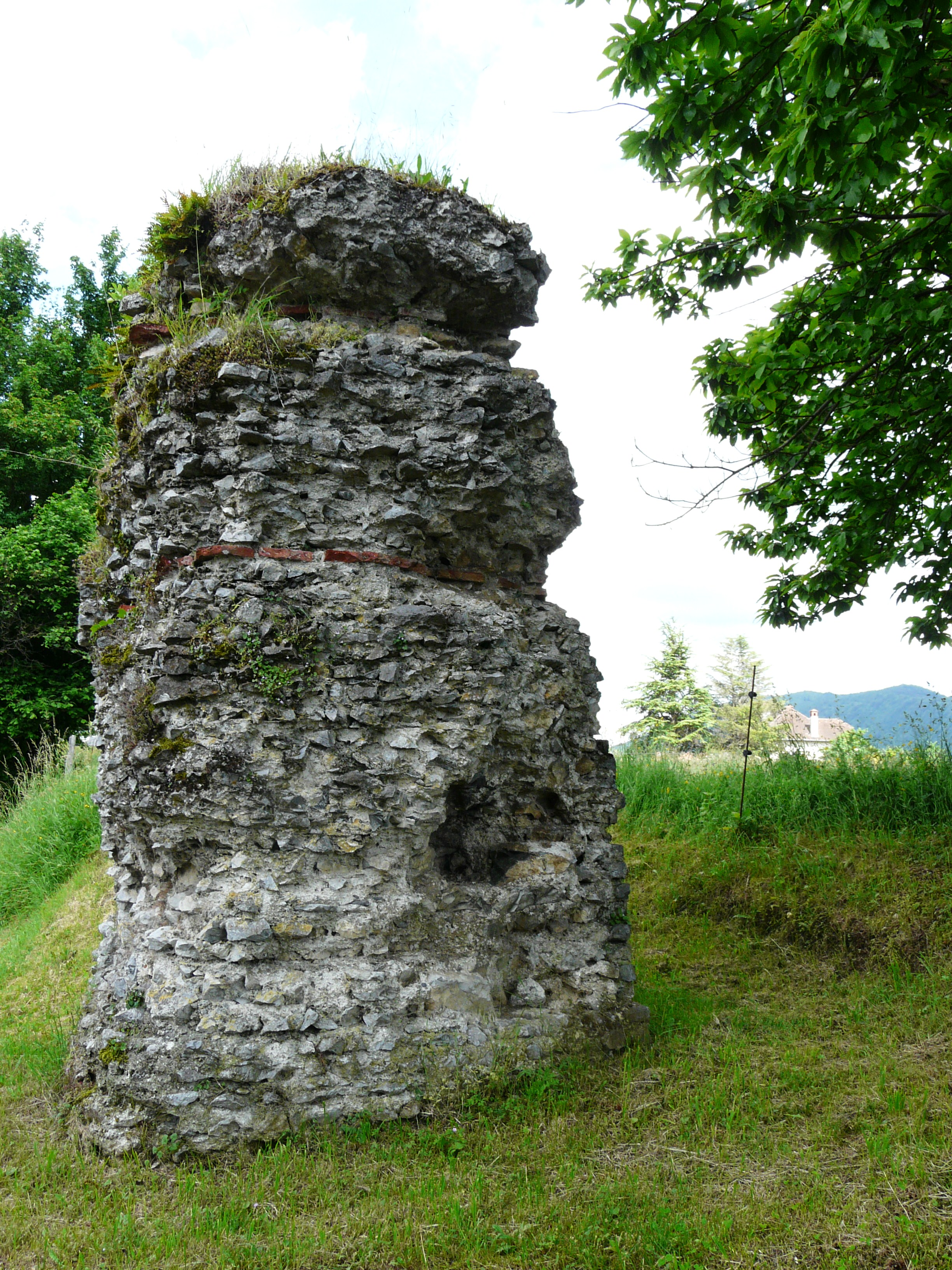
Руины древнеримского лагеря
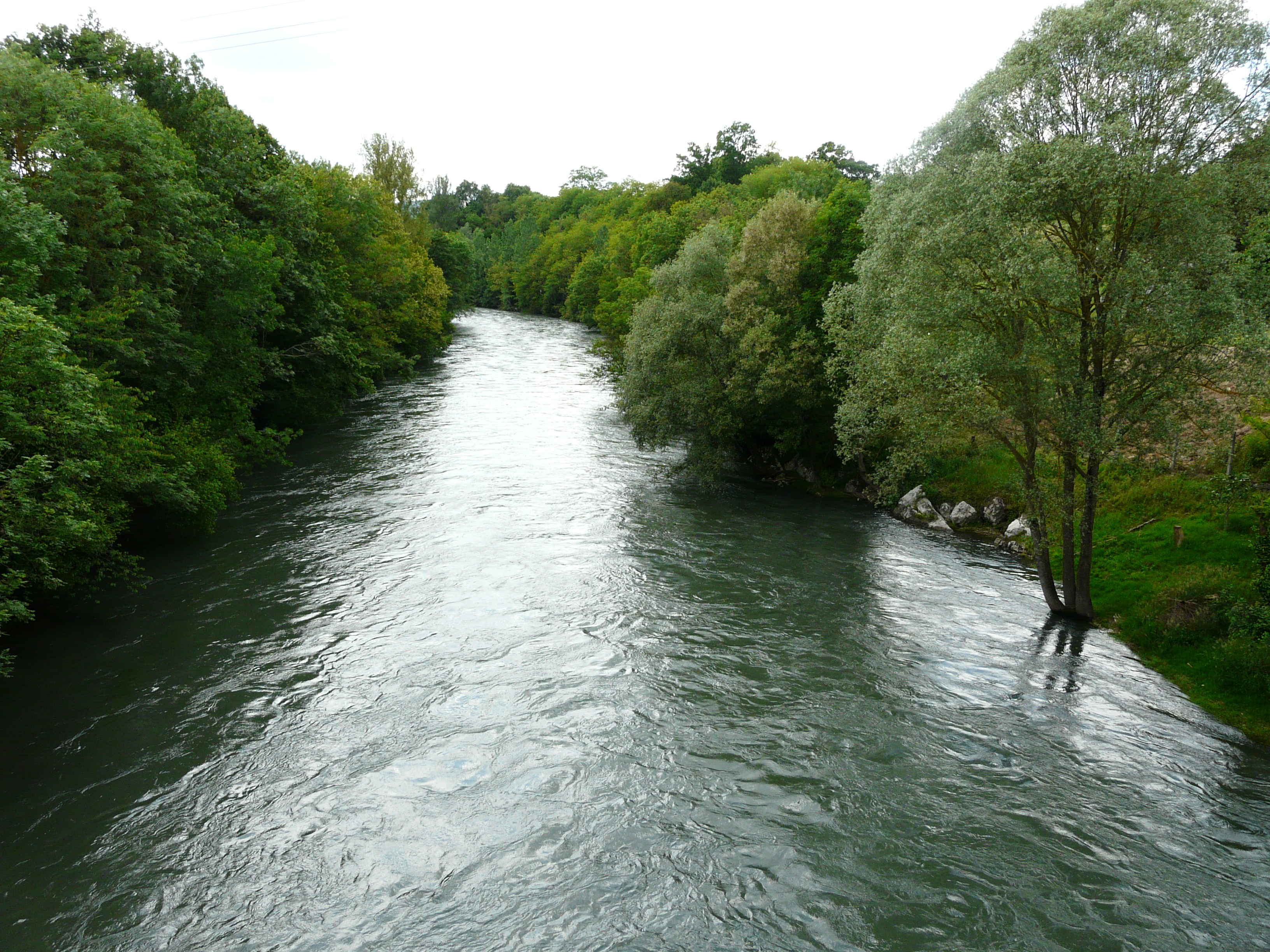
Река Гаронна